# AR Aurigae
AR Aurigae (AR Aur), nota anche come 17 Aurigae (17 Aur) secondo la nomenclatura di Flamsteed, è un sistema stellare composto di due stelle bianco-azzurra di sequenza principale di magnitudine 6,14 situato nella costellazione dell'Auriga. Dista 396 anni luce dal sistema solare.

## Osservazione
Si tratta di una stella situata nell'emisfero celeste boreale. La sua posizione moderatamente boreale fa sì che questa stella sia osservabile specialmente dall'emisfero nord, in cui si mostra alta nel cielo nella fascia temperata; dall'emisfero australe la sua osservazione risulta invece più penalizzata, specialmente al di fuori della sua fascia tropicale. Essendo di magnitudine pari a 6,1, non è osservabile ad occhio nudo; per poterla scorgere è sufficiente comunque anche un binocolo di piccole dimensioni, a patto di avere a disposizione un cielo buio.
Il periodo migliore per la sua osservazione nel cielo serale ricade nei mesi compresi fra fine ottobre e aprile; nell'emisfero nord è visibile anche per un periodo maggiore, grazie alla declinazione boreale della stella, mentre nell'emisfero sud può essere osservata limitatamente durante i mesi dell'estate australe.

## Caratteristiche fisiche
La stella è una binaria a eclisse di tipo Algol, entrambe le componenti sono stelle bianco-azzurre di sequenza principale, che si eclissano a vicenda in un periodo di 4,13 giorni, con la magnitudine che cala da +6,15 a +6,82 durante l'eclissi. Le differenze tra le due componenti sono minime; la principale è un po' più calda, 11550 K contro i 10200 della secondaria, ed è leggermente più massiccia (ha una massa 2,5 volte quella del Sole contro le 2,3 M☉ della compagna), ed è 41 volte più luminosa del Sole, contro le 26 volte della secondaria.